# Јерцу
Јерцу (итал. Jerzu) је насеље у Италији у округу Нуоро, региону Сардинија.
Према процени из 2011. у насељу је живело 2851 становника. Насеље се налази на надморској висини од 490 м.

## Становништво
| 1936. | 1951. | 1961. | 1971. | 1981. | 1991. | 2001. | 2011. |
| ----- | ----- | ----- | ----- | ----- | ----- | ----- | ----- |
| 4.073 | 3.997 | 3.960 | 3.874 | 3.728 | 3.568 | 3.352 | 3.228 |